# Stenostephanus haematodes
Stenostephanus haematodes är en akantusväxtart som först beskrevs av Diederich Franz Leonhard von Schlechtendal, och fick sitt nu gällande namn av T.F. Daniel. Stenostephanus haematodes ingår i släktet Stenostephanus och familjen akantusväxter. Inga underarter finns listade i Catalogue of Life.